# Whitby (circonscription provinciale)
Pour les articles homonymes, voir Whitby.
Circonscription électorale provinciale du Canada
Whitby est une circonscription provinciale de l'Ontario représentée à l'Assemblée législative de l'Ontario depuis 2018. 

## Géographie
Située au nord-est de Toronto sur les rives du lac Ontario, la circonscription consiste en une partie de la ville de Whitby dans la municipalité régionale de Durham.
Les circonscriptions limitrophes sont Durham, Oshawa,  Ajax et Pickering—Uxbridge.   

## Historique
| Législature                                   | Années       | Député | Député    | Parti                     |
| --------------------------------------------- | ------------ | ------ | --------- | ------------------------- |
| Whitby Circonscription issue de Whitby—Oshawa |              |        |           |                           |
| 42e                                           | 2018-2022    |        | Lorne Coe | Progressiste-conservateur |
| 43e                                           | 2022–Présent |        | Lorne Coe | Progressiste-conservateur |

## Circonscription fédérale
Depuis les élections provinciales ontariennes du 4 octobre 2007, l'ensemble des circonscriptions provinciales et des circonscriptions fédérales sont identiques.